# Arcte polygrapha
Arcte polygrapha är en fjärilsart som beskrevs av Vincenz Kollar 1844. Arcte polygrapha ingår i släktet Arcte och familjen nattflyn. Inga underarter finns listade i Catalogue of Life.